# Rafael Leoz

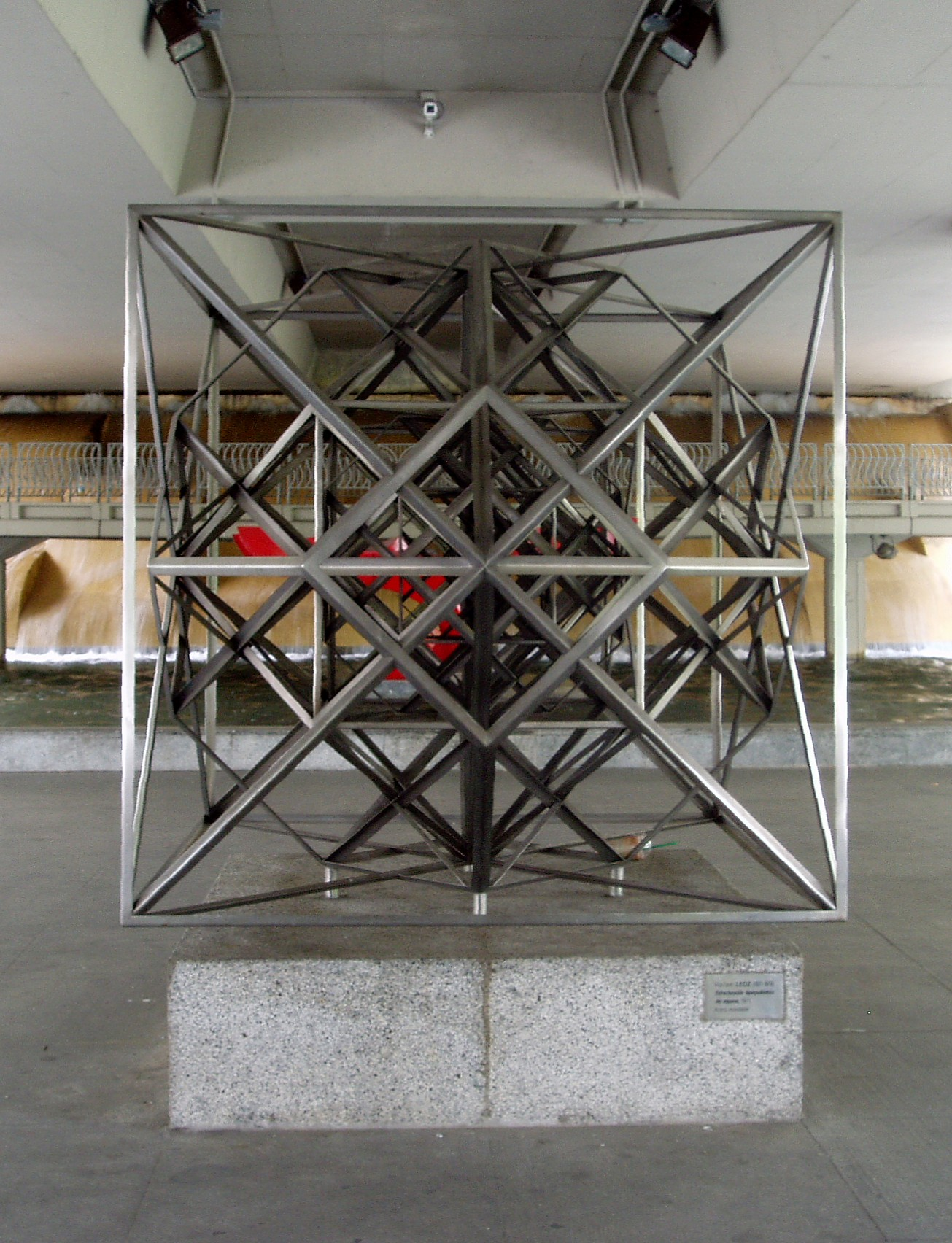
Estructuración hiperpoliédrica del espacio, Castellana, Madrid.

Rafael Leoz de la Fuente (Madrid, 19 de junio de 1921 - Madrid, 28 de julio de 1976) fue un arquitecto y escultor español, creador del módulo «Hele» en el ámbito de la arquitectura social humanizante. Considerado por Le Corbusier en 1962 como «un genio de la arquitectura», fue propuesto en 1968 para el Premio Nobel de la Paz.

## Biografía
Nació en una familia de tradición médica, hijo del oftalmólogo Galo Leoz (1879-1990), y hermano del también oftalmólogo Gustavo Leoz. Estudió en la Escuela Técnica Superior de Arquitectura de Madrid donde se tituló en 1955, y donde luego ocupó plaza de profesor desde 1965.
Entre 1955 y 1960 proyectó viviendas para el Poblado de San Fermín y otros planes de erradicación del chabolismo en Madrid (poblados dirigidos, como los de Orcasitas y Caño Roto). El equipo de arquitectos en el que trabajaba Leoz (junto a Joaquín Ruiz Hervás, Antonio Vázquez de Castro e Íñiguez de Onzoño), estaba dirigido por Julián Laguna. Entró en contradicción con los planteamientos oficialistas de los arquitectos de la Obra Sindical (Ambrós, Alastrue, Alfonso Taboada, Joaquín Núñez Mera), lo que obligó al Instituto Nacional de la Vivienda a convocar el Concurso de Viviendas Experimentales de 1956.
Desde entonces su actividad profesional se centró en la investigación teórica para la mejora de la vivienda social sin renunciar a los criterios técnicos, estéticos, económicos ni humanos; combinando la producción en masa con la libertad creativa, en lo que denominaba arquitectura social.
Su principal innovación fue el Módulo Hele (o Módulo de Leoz, un módulo en forma de letra ele formado por cuatro cubos), que dio a conocer internacionalmente en la VI Bienal de São Paulo (1961) y en conferencias por todo el mundo, entrando en contacto con Mies van der Rohe. Fue nombrado miembro del Cercle d'Études Architecturales (CEA, Círculo de Estudios Arquitectónicos o Círculo Arquitectónico de París) a propuesta de Le Corbusier y Jean Prouvé (1963). En el congreso de la UIA (Praga, 1967), su película sobre el módulo obtuvo el premio al Mayor Interés Arquitectónico; premio que repitió en 1969 en la categoría Arquitectura Social hacia el futuro en el congreso de la misma institución que tuvo lugar en Buenos Aires, con una segunda versión ampliada, titulada Redes y ritmos espaciales

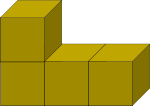
El módulo "Hele".

También innovó el recubrimiento de fachadas, a partir de módulos reemplazables, en lo que se ha considerado una idea precursora de los desarrollos high tech de Renzo Piano y Norman Foster.
En 1969 creó la Fundación Rafael Leoz para la Investigación y Promoción de la Arquitectura Social.
Su obra escultórica, dentro de la abstracción geométrica, se derivaba de las maquetas de sus investigaciones y proyectos arquitectónicos.

## Obra arquitectónica

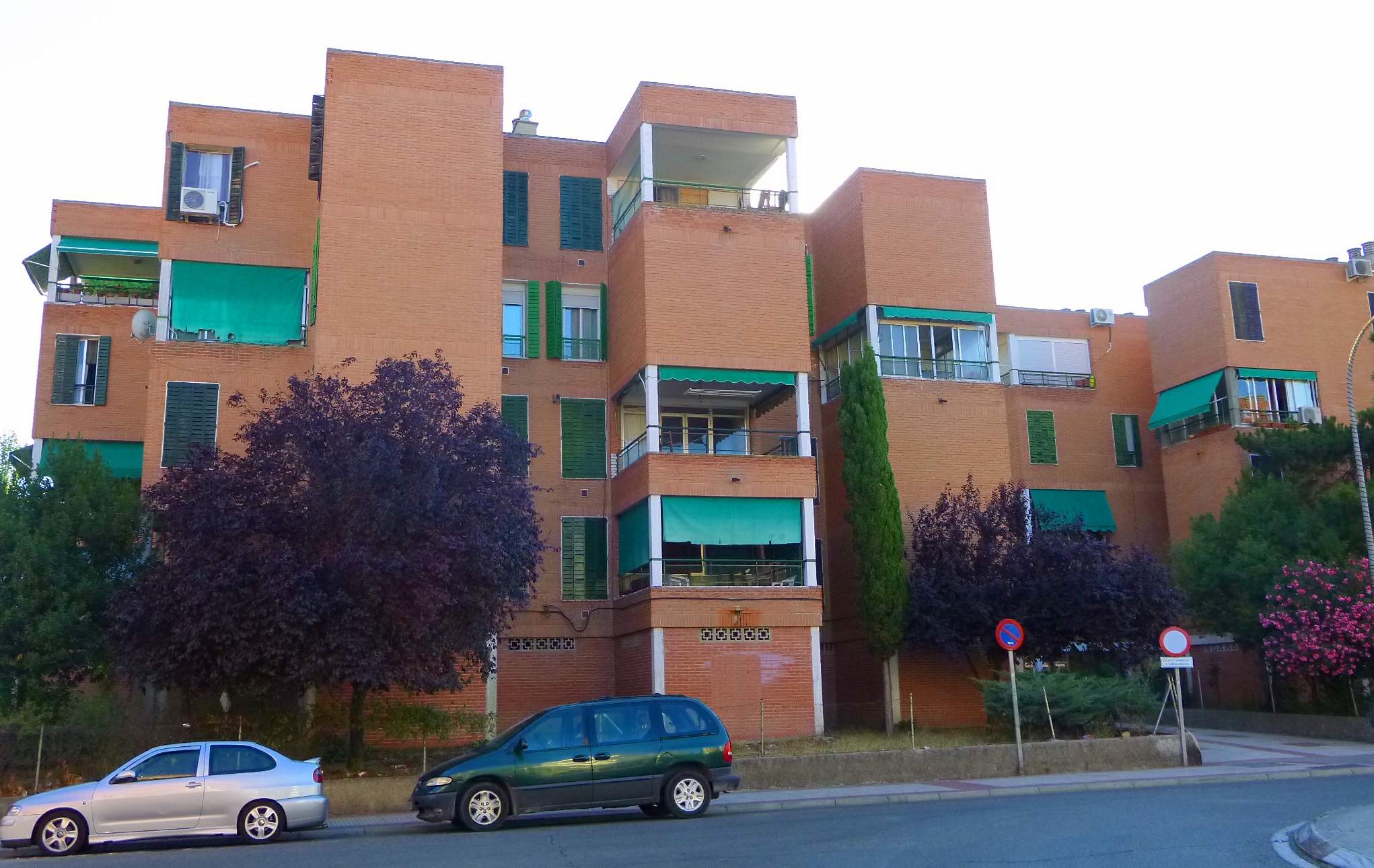
Viviendas experimentales de Torrejón de Ardoz

- Embajada de España en Brasilia (iniciada en 1973)[7]
- 218 viviendas experimentales en el Barrio de Las Fronteras de Torrejón de Ardoz (iniciadas en 1975)[8]

El fin primordial de esta construcción es la experimentación desde diferentes campos: constructivo, económico, sociológico y psicológico del individuo, la familia y la agrupación de familias que permita estudiar el comportamiento de una comunidad lo suficientemente pequeña como para conservar lazos humanos.
Rafael Leoz, Memoria del proyecto.

## Obra escultórica
- Estructuración hiperpoliédrica del espacio (acero inoxidable, 1971, Museo de Escultura al Aire Libre de la Castellana, Madrid).[10]

## Obra bibliográfica
- Redes y ritmos espaciales (1968).
- Arquitectura Molecular Hiperpoliédrica (inconcluso).

## Obra filmográfica
- Redes y ritmos espaciales (versión de 1967 premiada en Praga y versión de 1969 premiada en Buenos Aires).

### Bibliográficas
- Luis Moya Blanco Rafael Leoz, vol. 151 de Artistas españoles contemporáneos, serie Arquitectos, Servicio de Publicaciones del Ministerio de Educación y Ciencia, 1978

### Hemerográficas
- Declaraciones del arquitecto don Rafael Leoz de la Fuente en La Vanguardia, 13 de noviembre de 1969
- Las teorías del español Leoz de la Fuente, elogiadas por Le Corbusier en ABC, 6 de julio de 1965
- Recuperación del módulo "Hele", de Rafael Leoz en El País, 28 de enero de 1981
- Exposición homenaje al arquitecto Leoz en la Galería Inguanzo en ABC, 28 de enero de 1981

### Enlaces web
- Rafael Leoz (1921-1976) en Museo de Arte Público (web del Ayuntamiento de Madrid)
- Viviendas Experimentales Rafael Leoz (web del Ayuntamiento de Torrejón de Ardoz)
- Rafael Leoz de la Fuente en urbipedia.org
- Rafael Leoz de la Fuente Archivado el 10 de julio de 2012 en Wayback Machine. en edukativos.com
- Escultor Rafael Leoz de la Fuente en viajeuniversal.com
- Los módulos Hele de Rafael Leoz en cienladrillos.com
- Uso bibliográfico en Google books
- Un colegio de San Fernando (Cádiz) lleva su nombre: C.E.I.P. Arquitecto Leoz